# Aquarium (MBTA-Station)
Aquarium ist eine nach dem nahegelegenen New England Aquarium benannte U-Bahn-Station der Massachusetts Bay Transportation Authority (MBTA) im Bostoner Stadtteil Financial District im Bundesstaat Massachusetts der Vereinigten Staaten. Sie liegt in unmittelbarer Nachbarschaft zum Fähranleger Long Wharf und bietet Zugang zur Linie Blue Line.

## Geschichte

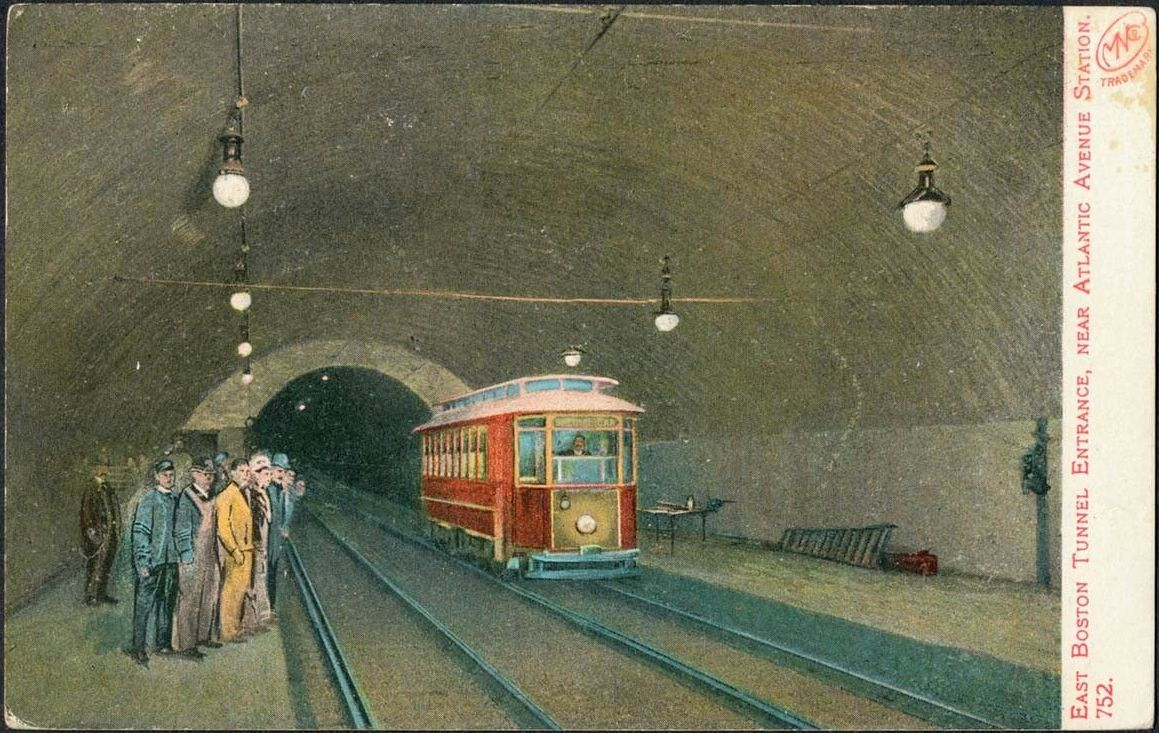
Eine Straßenbahn in der Station kurz nach ihrer Eröffnung 1906

Bereits die 1901 eröffnete Atlantic Avenue Elevated verfügte über eine Haltestelle an der State Street. 1904 eröffnete der East Boston Tunnel, 1906 folgte dann die Station Aquarium – wenngleich unter dem Namen Atlantic Avenue – und verband die Hochbahn mit dem Tunnel. Am 13. Februar 1967 wurde die Station im Zuge der Übernahme durch die MBTA in Aquarium umbenannt.

## Bahnanlagen

### Gleis-, Signal- und Sicherungsanlagen
Der U-Bahnhof verfügt über insgesamt zwei Gleise, die über zwei Seitenbahnsteige zugänglich sind.

### Gebäude
Der U-Bahnhof befindet sich an der Adresse 183 State Street und ist vollständig barrierefrei zugänglich. Als einzige U-Bahn-Station der MBTA verfügt das unterirdische Bauwerk über vergleichsweise hohe, gewölbte Decken, wie sie auch die Métro Paris oder die Washington Metro aufweisen. Aquarium ist der am tiefsten gelegene U-Bahnhof der Blue Line, da er an einer Stelle des East Boston Tunnel liegt, der unter dem Boston Harbor hindurchführt. Noch tiefer liegt nur die Station Porter der Red Line in Cambridge.

## Umfeld
An der Station besteht eine Anbindung an eine Buslinie sowie am nahegelegenen Long Wharf vier Fährlinien der MBTA.